# Herrlisheim
Herrlisheim – miejscowość i gmina we Francji, w regionie Grand Est, w departamencie Dolny Ren.
Według danych na rok 1990 gminę zamieszkiwało 3877 osób, 270 os./km².